# Górna Akademia Tantryczna

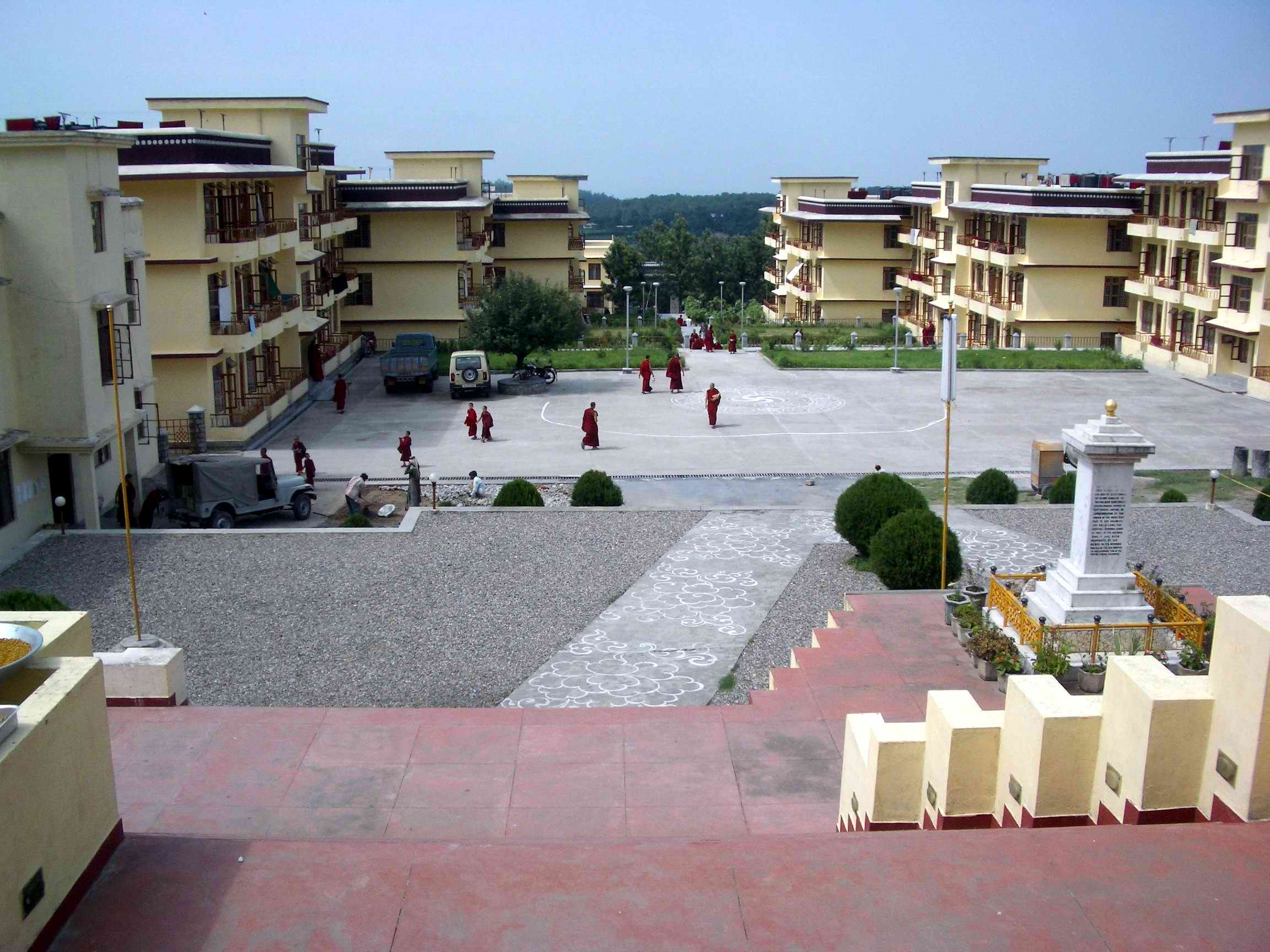
Siedziba uczelni

Górna Akademia Tantryczna, Gjuto (tyb. རྒྱུད་སྟོད་གྲྭ་ཙང༌, Wylie: rGyud-stod Grva-tshang) – jedna z najważniejszych uczelni tantrycznych szkoły gelug buddyzmu tybetańskiego.
Jej nazwa pochodzi od położenia w dawnej Lhasie. Utworzona w 1474 z inicjatywy Gjunczena Kungi Dhondupa, jednego z głównych uczniów I Dalajlamy, Genduna Drubpy. Powodem utworzenia tego kolegium był konflikt wokół obsady stanowiska zarządzającego Dolnej Akademii Tantrycznej. Obecnie działa na uchodźstwie, w Bomdili w Indiach. Zapewnia uzyskanie wyższego wykształcenia tantrycznego mnichom, którzy wcześniej uzyskali stopień gesze.
Na jej czele stoi opat, zawsze posiadający stopień gesze lharampy. Zajmuje się on głównie administrowaniem majątkiem podległej mu jednostki. Dodatkowo Dalajlama mianuje jednego z wyróżniających się uczonych tradycji na stanowisko opata – asystenta. Po trzech latach przejmuje on obowiązki głównego opata oraz otrzymuje tytuł rinpocze, natomiast jego poprzednik nazywany jest odtąd "cennym emerytowanym opatem".
Najstarszy emerytowany przełożony uniwersytetu, szarpa czodzie, ma szansę być wybranym na stanowisko Ganden Tripy.
Placówce patronuje kilka kategorii bóstw panteonu buddyjskiego.